# 日本の地方議会議員
日本の地方議会議員（にほんのちほうぎかいぎいん）とは、日本の地方議会を組織し、その議決に加わる資格を有する者。地方選挙によって選出される。 
地方公共団体では、原則として地方議会を置くものとされ、その議会は当該地方公共団体の住民の公選した議員で構成される。地方公共団体の議員には、国会議員と異なり不逮捕特権及び免責特権は与えられていない。
地方議員の任期中の身分は、「非常勤の特別公務員」である。1年間の平均会期数は市議会89.4日、町村議会42.6日である。

## 選挙権
以下の要件をすべて満たしている者は、地方公共団体の議会議員の選挙権を有する（18条）。
- 日本国民
- 年齢満18年以上
- 引き続き3か月以上その市町村の区域内に住所を有する者

2015年6月に改正公職選挙法が成立し、2016年6月から選挙権年齢は20歳以上から18歳以上に引き下げられた（18歳選挙権）。

## 被選挙権
以下の要件をすべて満たしている者は、地方公共団体の議会の議員の被選挙権を有する（19条1項）。
- 普通地方公共団体の議会の議員の選挙権を有する者
- 年齢満25年以上
- 引き続き3か月以上の居住実態

### 居住実態について
「普通地方公共団体の議会の議員の選挙権を有する者」の中に「引き続き3か月以上その市町村の区域内に住所を有する者」があるため、1983年（昭和58年）12月1日の最高裁判所の判決では、住民基本台帳で3か月以上当該住民として記録されているものであっても、現実に当該自治体の住所に居住していない者は地方議会議員の被選挙権を有さないとしている。居住実態の有無については、選挙管理委員会がガスや電気、水道の利用状況から判断するが、居住実態が無いと判断された場合には当選は無効となる。
2019年（令和元年）の統一地方選挙では、居住実態が無いにもかかわらず立候補（当選）するケースが相次いだことから、2020年に地方分権一括法が改正。立候補者に居住実態に関する宣誓書の提出を求め、虚偽と判明した場合に30万円以下の罰金を科すこととなった。

## 選挙制度
- 都道府県・政令指定都市 - 市区町村・行政区などを単位とする中選挙区制・小選挙区制（基本的に市・特別区・行政区・郡を単位に選挙区とするが合区される場合もある）
- それ以外の市区町村 - 自治体全地域を1区とする大選挙区制[注釈 1][注釈 2]

## 定数
議員の定数は、条例で定める（90条1項、91条1項）。

## 任期
議員の任期は原則として4年である（93条）。補欠選挙、増員選挙で選出された議員の場合には、一般選挙選出の議員の任期と合わせ、短くなる。
だが、1991年（平成3年）4月の選挙で選出された兵庫県議会議員、神戸市議会議員、西宮市議会議員、芦屋市議会議員は、1995年（平成7年）1月17日の阪神・淡路大震災の被害が甚大だった影響を考慮して同年4月に実施されるはずだった統一地方選挙の実施より復興を優先するため、特例法により選挙が6月に延期されて議員の任期も2か月延長したことで、議員任期が4年2か月になった例がある。

## 兼職禁止規定
普通地方公共団体の議会の議員は、衆議院議員又は参議院議員と兼ねることができない（92条1項）。
普通地方公共団体の議会の議員は、地方公共団体の議会の議員及び常勤の職員等と兼ねることができない（92条2項）。

## 兼業禁止規定
普通地方公共団体の議会の議員は、
- 当該普通地方公共団体に対し請負をする者及びその支配人又は
- 主として当該普通地方公共団体に対し請負をする法人の無限責任社員、取締役、執行役若しくは監査役若しくはこれらに準ずべき者、支配人及び清算人

たることができない（92条の2）。
ここでいう請負とは、民法上の請負のみならず、広く営業としてなされている経済的・営利的取引であって、一定期間にわたる継続的な取引関係に立つものを含むものと解される。
これは、地方公共団体の事務の客観的公平さを担保することを目的としている。
なお、請負が禁止されるのは、議員個人のみであり、その家族は含まれない。
議員が兼業禁止に該当するか否かの決定は、議会が行う。
この場合において、出席議員の三分の二以上の多数によりこれを決定する（127条）。

## 除斥
普通地方公共団体の議会の議長及び議員は、
- 自己若しくは父母、祖父母、配偶者、子、孫若しくは兄弟姉妹の一身上に関する事件又は
- 自己若しくはこれらの者の従事する業務に直接の利害関係のある事件

については、その議事に参与することができない。但し、議会の同意があつたときは、会議に出席し、発言することができる（117条）。

## 懲罰
普通地方公共団体の議会は、この法律並びに会議規則及び委員会に関する条例に違反した議員に対し、議決により懲罰を科することができる（134条）。懲罰に関し必要な事項は、会議規則中にこれを定めなければならない（134条2項）。
懲罰には次のものがある（135条）。
- 公開の議場における戒告

将来を諫める旨を申し渡す。
- 公開の議場における陳謝

公開の議場で議会の定める謝罪文を朗読させる。
- 一定期間の出席停止

一定期間、議会への出席を禁止する。同一会期中に限られ、後会にわたらない。
- 除名

議員の身分を剥奪する。
懲罰の動議を議題とするに当っては、議員の定数の8分の1以上の者の発議によらなければならない（135条2項）。
除名については、当該普通地方公共団体の議会の議員の3分の2以上の者が出席し、その4分の3以上の者の同意がなければならない（135条3項）。

### 懲罰議決に対する取消訴訟
最高裁判所は、地方議会議員に対する3日間の出席停止の懲罰議決の効力が争われた事件で、「自律的な法規範を持つ社会ないし団体に在っては、当該規範の実現を内部規律の問題として自治的措置に任せ、必ずしも、裁判にまつを適当としないものがある」として、この出席停止の懲罰はこれにあたると解していた。しかし、令和2年11月25日大法廷判決で、「出席停止の懲罰の性質や議員活動に対する制約の程度に照らすと、これが議員の権利行使の一時的制限にすぎないものとして，その適否が専ら議会の自主的，自律的な解決に委ねられるべきであるということはできない。」として出席停止についても司法審査の対象となることを認めるに至った。除名処分については「議員の身分の喪失に関する重大事項で、単なる内部規律の問題にとどまら」ず、市民法秩序につながる問題であるから、司法審査が及ぶとしていた。
戒告及び陳謝については、これまで司法審査の対象とならないとされてきたが、令和2年11月25日大法廷判決を受けて、今後裁判所がどのような司法判断をするか注目されるところである。
なお、国会議員の場合については、各議院に憲法上高度の自律権が保障され、憲法自身が各議院に資格裁判の争訟権を付与していることから、除名や登院停止についても司法権は及ばず、議院の判断が最終的なものとなると解されている。

## 終身議員待遇者(議員待遇者)・特権付与問題
一部の市町村（特別区を含む。以下、同じ。）においては複数回当選し議員の職責を果たした者に対して、落選または引退により議員の身分を失った場合に、一定の要件（市町村により異なるが、在職期間8年から12年程度）を満たしていることを条件として、議員待遇者の資格を付与している。議員待遇者の特典は市町村により異なるが、感謝状、記念章或いは議員待遇者記章、名誉議員の称号授与、市町村の行なう式典への招待、死亡の際における相当の礼をもってする弔慰、その他市町村長が必要と認める事項などの待遇が定められている（※複数の事例をまとめて例示）。
日本全国的にも、補助金が出されたり、宿泊での「研修」など実施していることに対して、監査請求や削減案が出されている。江戸川区では2007年1月に、翌年度から在職8年以上の区議会議員らが所属する「議員待遇者会」に対する補助金などを廃止が決まった。
現在は各自治体の財政状況の悪化に伴い、廃止する市町村が増えている。

## 議会数・議員数
2020年時点で、日本の地方議会は1788個、地方議員数は3万2000以上である。地方議会の内訳は、都道府県議会47、政令指定都市を含む市議会792、町議会742、村議会138、さらに東京都特別区議会23である。

### 都道府県議会議員
定数2,644人(内女性議員386人)令和5年12月31日時点
- 自由民主党1301人
- 立憲民主党232人
- 公明党206人
- 日本共産党113人→ 110人(令和7年2月4日時点)
- 日本維新の会74人
- 国民民主党34人→33人(令和7年3月31日)
- 社会民主党8人
- 参政党5人
- 諸派114人
- 無所属557人

### 市区町村議会議員
定数29,135(内女性議員5,133)令和5年12月31日時点
- 公明党2667人
- 日本共産党2226人→ 2170人(令和7年2月1日時点)
- 自由民主党2137人
- 立憲民主党712人
- 日本維新の会409人
- 国民民主党145人→142人(令和7年3月31日時点)
- 参政党128人 → 139人(令和7年4月30日時点)
- 社会民主党86人
- れいわ新選組52人
- みんなでつくる党7人
- 諸派562人
- 無所属20004人